# 우주정거장

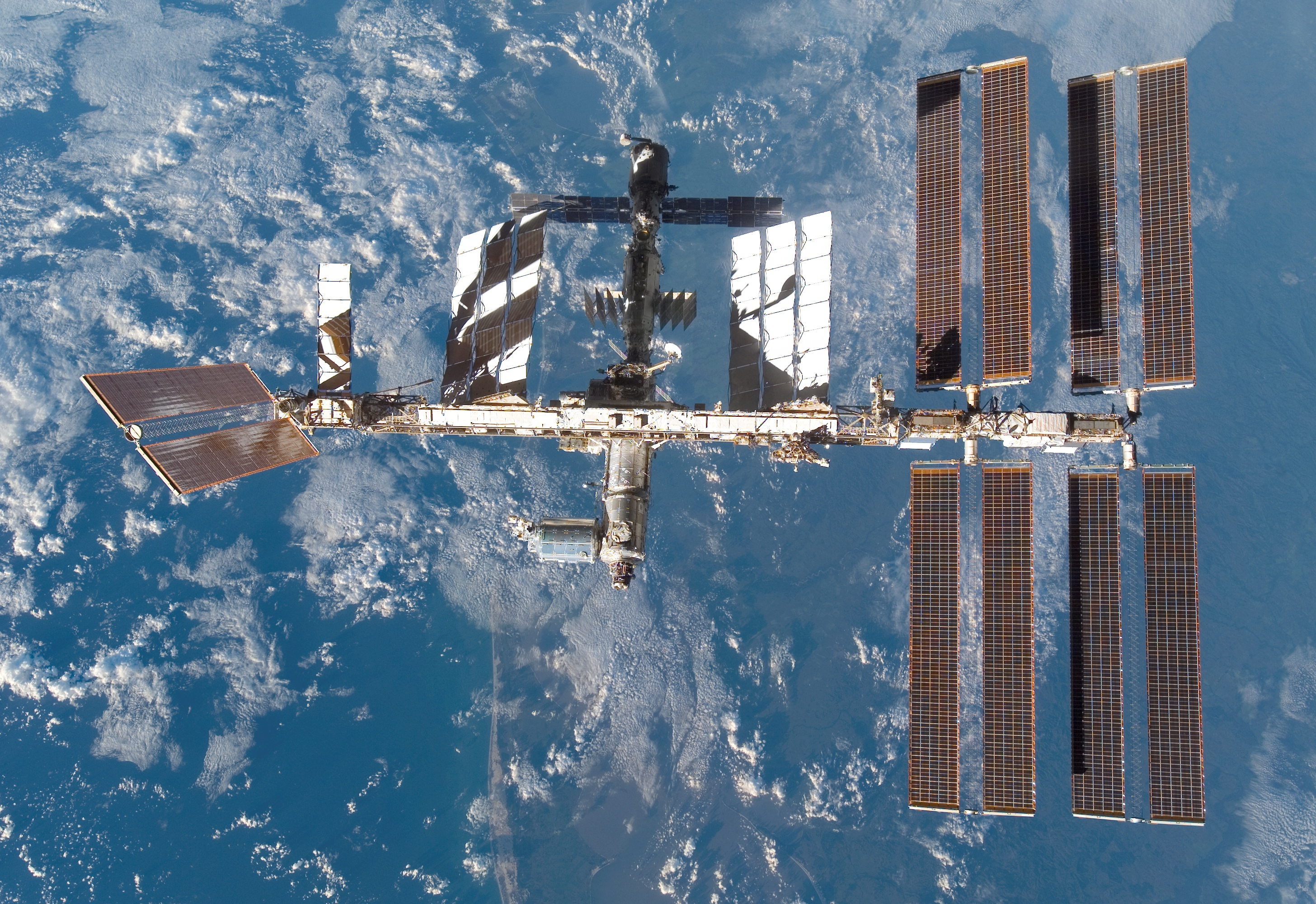
2008년 2월 18일의 국제 우주 정거장

우주정거장(宇宙停車場, space station, 문화어: 우주정류소)은 사람이 우주 공간에 장기간 머물 수 있도록 만들어진 구조물(spacecraft)이다. 우주여행에서의 중계 기지인 우주정류장(宇宙停留場)과는 조금 개념이 다르다.
현재까지는 지구 저궤도(LEO; low earth orbit) 정거장만이 실현되었다. 이러한 우주정거장을 궤도정거장(orbital stations)이라고도 한다. 우주정거장은 주요 추진장치와 착륙설비가 없다는 점에서 우주선과 구분된다. 대신, 다른 우주선들이 우주 정거장에 승무원과 화물을 싣고 나른다. 우주정거장은 수 주에서 수 년까지 궤도상에서 생활하기 위해 만들어졌다. 현재 사용되고 있는 우주 정거장은 국제 우주 정거장(ISS)뿐이며, 이전에는 살류트 시리즈, 스카이랩, 미르, 톈궁 1호 등이 있었다.
우주정거장은 다른 우주선에서 실행된 실험보다 그 회수 및 시간이 더욱 확장된 연구를 할 수 있는 제반 환경을 마련한다. 예컨대 장기간의 우주 비행이 인체에 주는 영향에 관한 연구가 그러하다. 소유스 11호로부터 살류트 1호에 이르기까지 모든 우주 체류 기록은 우주정거장에서 수립되었으며, 2016년부터 2018년까지 879일간 국제 우주 정거장에 체류한 겐나디 파달카가 가장 오래 체류한 사람이다. 페기 휘트슨은 국제 우주 정거장에 377일간 체류하여 여성 중 가장 오래 체류한 사람이 되었다.

## 역대 우주 정거장
대표적인 우주 정거장은 아래와 같다.

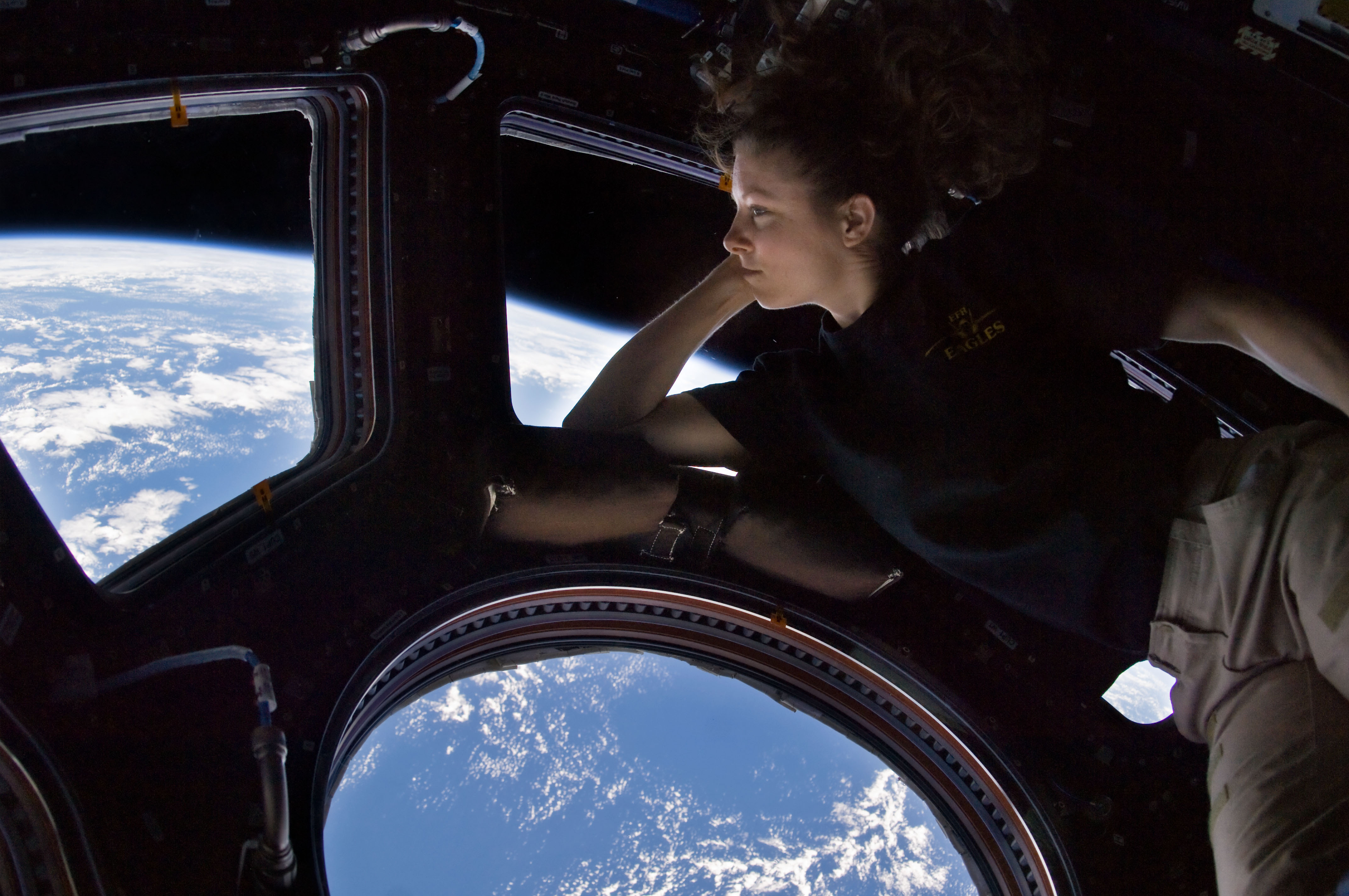
우주 정거장에서 지구를 내려다보는 우주인.

- 살류트 프로그램 (소비에트 연방, 1971년~1986년)
  - 살류트 1호 (1971년 6월 19일~1971년 10월 11일)
  - DOS-2 (1972년 7월 29일, 진입 실패)
  - 살류트 2호/알마즈 (1973년, 1973년 4월 3일~1973년 4월 16일)
  - 코스모스 557 (1973년 5월 11일~1973년 5월 22일)
  - 살류트 3호/알마즈 (1974년 6월 25일~1975년 1월 24일)
  - 살류트 4호 (1974년 12월 26일~1977년 2월 3일)
  - 살류트 5호/알마즈 (1976년 6월 22일~1977년 8월 8일)
  - 살류트 6호 (1977년 9월 29일~1982년 7월 29일)
  - 살류트 7호 (1982년 4월 19일~1991년 2월 7일)
- 스카이랩 (미국, 1973년 5월 14일~1979년 7월 11일)
- 미르 (소비에트 연방/러시아, 1986년 2월 19일~2001년 3월 23일)
- 국제 우주 정거장(약자 ISS) (러시아, 미국, 일본, 유럽 우주 기구, 캐나다, 브라질, 이탈리아, 1998년 11월 20일~현재)

- 톈궁1호 (중화인민공화국, 2011년 9월 29일~ 2018년 4월 2일)
- 톈궁2호 (중화인민공화국, 2016년 9월 15일~ 2019년 7월 19일)

- 루나 게이트웨이 (러시아, 미국, 유럽 우주국, 일본, 캐나다, 오스트레일리아 등, 2022년~)

### 목록
| 우주 정거장      | 사진 및 그림 | 궤도 진입 년도                | 궤도 이탈 년도               | 사용된 일수 | 사용된 일수 | 승무원과 방문자 수 합계 | 방문 우주선 | 방문 우주선 | 무게 (kg)              |
| 우주 정거장      | 사진 및 그림 | 궤도 진입 년도                | 궤도 이탈 년도               | 궤도상      | 거주        | 승무원과 방문자 수 합계 | 유인        | 무인        | 무게 (kg)              |
| ---------------- | ------------ | ----------------------------- | ---------------------------- | ----------- | ----------- | ----------------------- | ----------- | ----------- | ---------------------- |
| 살류트 1호       |              | 1971년 4월 19일 01:40:00 UTC  | 1971년 10월 11일             | 175         | 24          | 3                       | 2           | 0           | 18,425                 |
| DOS-2            |              | 궤도 진입 실패                | 궤도 진입 실패               | 0           | 무인        | 0                       | 0           | 0           | 18,000                 |
| 살류트 2호       |              | 1973년 4월 3일                | 1973년 4월 16일              | 13          | 무인        | 0                       | 0           | 0           | 18,500                 |
| 코스모스 557     |              | 1973년 5월 11일               | 1973년 5월 22일              | 11          | 무인        | 0                       | 0           | 0           | 19,400                 |
| 스카이랩         |              | 1973년 5월 14일 17:30:00 UTC  | 1979년 7월 11일 16:37:00 UTC | 2,249       | 171         | 9                       | 3           | 0           | 77,088                 |
| 살류트 3호       |              | 1974년 6월 25일 22:38:00 UTC  | 1975년 1월 24일              | 213         | 15          | 2                       | 1           | 0           | 18,500                 |
| 살류트 4호       |              | 1974년 12월 26일 04:15:00 UTC | 1977년 2월 3일               | 770         | 92          | 4                       | 2           | 1           | 18,500                 |
| 살류트 5호       |              | 1976년 6월 22일 18:04:00 UTC  | 1977년 8월 8일               | 412         | 67          | 4                       | 2           | 0           | 19,000                 |
| 살류트 6호       |              | 1977년 9월 29일 06:50:00 UTC  | 1982년 7월 29일              | 1,764       | 683         | 33                      | 16          | 14          | 19,000                 |
| 살류트 7호       |              | 1982년 4월 19일 19:45:00 UTC  | 1991년 2월 7일               | 3,216       | 816         | 26                      | 12          | 15          | 19,000                 |
| 미르             |              | 1986년 2월 19일 21:28:23 UTC  | 2001년 3월 23일 05:50:00 UTC | 5,511       | 4,594       | 137                     | 39          | 68          | 124,340                |
| 국제 우주 정거장 |              | 1998년 11월 20일              | -                            | **7,967     | **7,256     | ***230                  | ***88       | ***94       | **419,725 (925,335 lb) |
| 톈궁1호          |              | 2011년 9월 29일 13:16:03 UTC  | 2018년 4월 2일               | 2377        | 25          | 6                       | 2           | 1           | 8,506                  |
| 톈궁 2호         |              | 2016년 9월 15일               | 2019년 6월 7일               | 1037        | 26          | 2                       | 1           | 1           | 8,506                  |
| 루나 게이트웨이  |              | 2022년                        | 미상                         | 미상        | 미상        | 미상                    | 미상        | 미상        | 미상                   |

- 살류트 2호는 궤도 진입에 실패하였다.
- 2001년 미르와 2018년 톈궁 1호가 궤도를 이탈한 이후, 현재 지구 궤도를 도는 우주 정거장은 국제 우주 정거장이 유일하다.
- 루나 게이트웨이는 지구 궤도를 도는 것이 아닌 달 궤도를 도는 우주정거장이며, 현재 개발중이다. 이 우주정거장이 개발되면 첫 번째로 지구 저궤도가 아닌 다른 곳에 만들어지는 우주정거장이며, 아르테미스 계획에 이용될 예정이다. 우주선을 이곳에 도킹한 후, 연료 등을 채워서 달로 가는 방식으로 진행될 것이다.

## 같이 보기
- 우주선